# Ана Рич
Ана Вукићевић, рођена као Ана Николић (буг. Ана Вукичевич, Ана Николич; Београд, 1983), позната под псеудонимом Ана Рич, српско-бугарска је поп певачица, плесачица и кореограф.

## Биографија
Рођена је 1. јануара 1983. у Београду. Са петнаест година започела је прве кораке џез плеса. Била је члан плесне групе Trik FX, са којом је имала велики број јавних наступа у земљи и региону.
Похађала је одсек за туризмологију на Географском факултету у Београду.  После неколико година посветила се правној науци и дипломирала је на  Правном факултету у Приштини.
Године 2017. изјаснила се као вегетаријанка, тако истичући права животиња, активан је члан већег броја организација за заштиту животиња као и потписник многих петиција, залажући се и за бесплатну вакцинацију напуштених животиња.

## Каријера
Свој први сингл Дупло Голо објавила је 2010. године. Током 2011. постала је део српске плесне музичке групе Funky G поред Гаги Ђоганија који је вођа бенда и друге певачице Марије Мијановић. После годину дана сарадње, пет синглова, напустила је групу крајем 2012. године и наставила каријеру као соло певачица. Главни разлог прекида сарадње био је њен другачији поглед на будућност бенда, нека неслагања са вођом бенда Гаги Ђоганијем, као и њена жеља за независним напредовањем.
Године 2013. објавила је нови сингл Дај ми се.
Учествовала је на познатом певачком такмичењу Звезде Гранда 2018. године. У другом кругу такмичења певала је две песме Рукују се рукују познатог југословенског бенда Зана и песму Да ли си то ти од певачице Ане Кокић. Иако није успела да се пласира у трећи круг такмичења, изазвала је велику пажњу жирија и публике, која ју је упоредила са Јеленом Карлеушом због њеног модног стила и перформанса током такмичења.

## Дискографија

### Песме
- Јача него пре, Funky G (2012)
- Није моја љубав слепа, Funky G (2012)
- Златна рибица, Funky G (2012)
- Година змаја, Funky G (2012)
- Свиђа ли ти се моја драга, Funky G[17] (2012)
- Дупло Голо, Ана Рич (2010)
- Дај ми се, Ана Рич (2013)

## Видеографија

### Видеографија
| Спот                   | Година | Режисер          |
| ---------------------- | ------ | ---------------- |
| Дупло Голо, Ана Рич    | 2010   |                  |
| Јача него пре, Funky G | 2012   | Владимир Талијан |
| Дај ми се, Ана Рич     | 2013   |                  |

## Награде
| Година | Награда                  | Категорија     | Резултат | Реф.   |
| 2010   | Бечки Оскар популарности | Откриће године | Освојено | [ 18 ] |